# Cecilio Oliver Sobrera
Cecilio Olivier Sobrera (Hiendelaencina, Guadalajara, España, 1892 - Madrid, España, 3 de noviembre de 1966) fue un militar y político español, que alcanzó el rango de general. Fue alcalde de la ciudad de Gijón, en Asturias, entre los años 1958 y 1961, perteneciendo al partido único del Movimiento Nacional durante la Dictadura Franquista, la FET de las JONS.

## Biografía
Nació en Hiendelaencina, un pequeño pueblo de la provincia de Guadalajara, desde donde se trasladó en 1907 a Toledo para ingresar en la Academia de Infantería. Fue destinado en varios regimientos, siendo uno de ellos Gijón en donde se casó en abril de 1918 con María Díaz Monasterio.
Luchó con el Bando sublevado durante la Guerra Civil Española y fue entonces cuando acompañó a las Brigadas Navarras en la Ofensiva de Asturias, que finalizó con su entrada y toma de Gijón, el 21 de octubre de 1937.
El 15 de febrero de 1958 fue designado por el Movimiento Nacional nuevo alcalde de Gijón, en sustitución de José García-Bernardo de la Sala. En septiembre de 1959, cuando ya llevaba algo más de un año en la alcaldía publicó un edicto por el cual los peatones debían circular siempre por la acera de la derecha, esta medida no tuvo ningún éxito y fue retirada poco tiempo después.
Finalizó su mandato el 14 de julio de 1961, cuando por orden de su partido fue nombrado nuevo alcalde de la ciudad Ignacio Bertrand Bertrand. El 1 de febrero de 1962 le fue concedida por Francisco Franco la Gran Cruz de la Orden del Mérito Civil. Falleció en Madrid el 3 de noviembre de 1966.